# Жбаков Юрій Павлович
Юрій Павлович Жбаков (рос. Юрий Павлович Жбаков; 10 травня 1921, Самара, РРФСР, СРСР — 10 жовтня 1999, Харків, Україна) — радянський український актор театру та кіно. Народний артист УРСР (1968),

## Життєпис
Юрій Жбаков народився 10 травня 1921 року в Самарі. Закінчив Вище театральне училище імені М. С. Щепкіна (1943).
Працював у московських театрах з 1942 по 1950 рік.
З 1950 по 1990 рік Юрій Жбаков актор Харківського державного академічного російського драматичного театру імені О. С. Пушкіна.
Помер 10 жовтня 1999 року. Був кремований, його прах зберігається у міському колумбарії. 

## Доробок
Театр
- «Лісова пісня» Лесі Українки — Лукаш;
- «Три сестри» Антона Чехова — Чебутикін;
- «Казки старого Арбату» Олексія Арбузова — Родіон Балясников;
- «Старомодна комедія» Олексія Арбузова — Родіон Балясников;
- «Зворотній зв'язок» Олександра Гельмана — Лоншаков;
- «Піднята цілина» за Михайлом Шолоховим — Дубцов;
- «Брати Єршови» Всеволода Кочетова — Степан;
- «Багато галасу даремно» Вільяма Шекспіра — Бенедикт.

Кінематограф
- 1982 — «Вранішній набат» — Горемикін, «Мосфільм»
- 1981 — «Великий самоїд» — Нестор, «Мосфільм»
- 1972 — «Довіра» — Рубакін, «Кіностудія імені Олександра Довженка»